# Estrilda rhodopyga
La estrilda culirroja (Estrilda rhodopyga) es una especie de ave paseriforme de la familia Estrildidae propia del noreste del África subsahariana. 

## Distribución geográfica
Su área de distribución tiene una extensión global estimada de 830 000 km².
Se puede encontrar en Burundi, este de la República Democrática del Congo, Yibuti, Eritrea, Sudáfrica, Etiopía, Kenia, Malaui, Ruanda, Somalia, Sudán, Sudán del Sur, Tanzania y Uganda.

## Subespecies
Se reconocen dos subespecies:
- E. rhodopyga centralis Kothe, 1911– del sur de Sudán al norte de Malawi;
- E. rhodopyga rhodopyga Sundevall, 1850– del norte de Sudán a Eritrea, Etiopía y Somalia.